# Bakersfield
Bakersfield  (pop. 347 483) è una città degli Stati Uniti d'America. È il capoluogo della contea di Kern in California.

## Caratteristiche
È una delle città più vaste e popolate dello Stato. Inoltre la periferia della città conta circa 468 000 abitanti. È la settima città più vasta della California dopo Los Angeles, San Diego, San Jose, San Francisco, Fresno e Sacramento. Il centro vive di agricoltura, estrazioni del petrolio e industrie di raffinazione.

## Storia
Gli indigeni Yokut furono le prime persone a stabilirsi nella zona della valle di San Joaquin, più di 8 000 anni fa. Nel 1776, il missionario spagnolo padre Francisco Garcés divenne il primo ad esplorare l'area. Nel 1851, nel Kern River fu scoperto l'oro e nel 1865 il petrolio. La città fu fondata nel 1863.

## Amministrazione

### Gemellaggi
- Bucheon
- Minsk
- Wakayama
- Cixi
- Santiago de Querétaro
- Amritsar